# ディエゴ・ロドリゲス・フェルナンデス
ディエゴ・ロドリゲス・フェルナンデス（Diego Rodríguez Fernández、1960年4月20日 - ）は、スペイン・ラ・オロタバ出身の元サッカー選手、元サッカー指導者。ポジションはDF。"ディエゴ"という名前で呼ばれる。
20年に渡る選手生活で、主にセビリアのクラブに在籍した（セビージャFCとレアル・ベティス）。ラ・リーガ通算出場は450にものぼる。

## クラブ経歴
テネリフェのラ・オロタバに生まれた。地元クラブのCDテネリフェにてプロキャリアをスタートさせ、1982-83シーズンにレアル・ベティスへ加入。在籍6シーズンで公式戦250試合以上に出場した。
1988年、後に8シーズン所属することになるセビージャFCに移籍した。1994-95シーズンにはリーグ戦27試合に出場して、クラブの5位フィニッシュとUEFAカップ予選出場権獲得に貢献した。
1998年、セグンダ・ディビシオンのアルバセテ・バロンピエにてプロサッカー選手としてのキャリアに終止符を打ったものの、地元のアマチュアクラブであるアトレティコ・ドス・エルマナスCFでアマチュア選手として現役を続けることを選択した。ドス・エルマナスでの2シーズン目にはクラブのセグンダ・ディビシオンB昇格に貢献している。
2008年、古巣セビージャFCのCチーム監督に就任、翌年にはBチームの指揮を執った。しかし、Bチームの初陣となったエルクレスCFでは0-7で大敗。その後も成績は振るわず、2010年2月に解任された。

## 代表経歴
スペイン代表として1試合に出場した。1988年には、自身の出場機会は無かったが、UEFA欧州選手権1988を戦うスペイン代表の23人に選出された。